# Rodolfo Manzo
Rodolfo Manzo Audante (San Vicente de Cañete, 5 de juny de 1949) és un exfutbolista peruà de la dècada de 1970.
Va formar part de l'equip peruà a la Copa del Món de 1978.
Pel que fa a clubs, defensà els colors de Deportivo Municipal.